# تاريخ السياسة الخارجية للولايات المتحدة 1801-1829

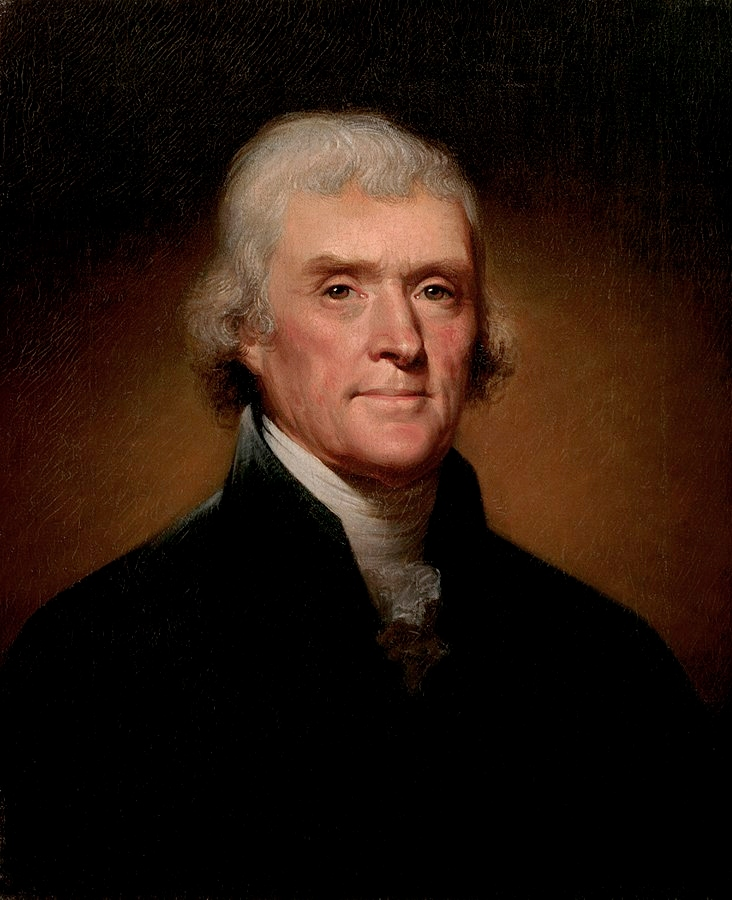
قاد الرئيس توماس جيفرسون سياسة الولايات المتحدة الخارجية من 1801 إلى 1809

يستعرض تاريخ السياسة الخارجية للولايات المتحدة من 1801 إلى 1829 سياستها خلال الإدارات الرئاسية لتوماس جيفرسون، وجيمس ماديسون، وجيمس مونرو، وجون كوينسي آدامز. هيمنت الحروب النابليونية على الشؤون الدولية في النصف الأول من هذه الفترة، إذ انخرطت فيها الولايات المتحدة بطرق مختلفة، بما في ذلك حرب عام 1812. شهدت هذه الفترة تضاعف حجم الولايات المتحدة، إذ سيطرت على فلوريدا والأراضي الواقعة بين نهر المسيسيبي وجبال روكي. بدأت هذه الفترة مع تنصيب توماس جيفرسون لأول مرة في 1801. وكان تنصيب أندرو جاكسون لأول مرة في 1829 بداية الفترة التالية في السياسة الخارجية للولايات المتحدة.
عند توليه منصبه، أرسل الرئيس جيفرسون مبعوثين إلى الجمهورية الفرنسية الأولى من أجل شراء مدينة نيو أورليانز، التي كانت تتمتع بموقع استراتيجي على نهر المسيسيبي. عرض الإمبراطور الفرنسي نابليون بدلًا من ذلك بيع أراضي لويزيانا بأكملها؛ قبلت إدارة جيفرسون العرض، وضاعفت صفقة لويزيانا اللاحقة حجم الولايات المتحدة. وخلال فترة ولاية جيفرسون الثانية، صعدت المملكة المتحدة لبريطانيا العظمى وأيرلندا هجماتها ضد السفن الأمريكية، كجزء من الحصار المفروض على فرنسا. استمرت هذه الهجمات في عهد الرئيس ماديسون، وفي 1812 أعلنت الولايات المتحدة الحرب على بريطانيا، لتبدأ حرب 1812. وفي تحدٍ لآمال ماديسون في انتهاء الحرب بالاستيلاء السريع على كندا تحت الحكم البريطاني، استمرت حرب 1812 دون حسم حتى 1815. نصت معاهدة غنت على العودة إلى حدود الوضع السابق للحرب، وأنهت الهزيمة النهائية لنابليون في وقت لاحق من 1815 قضية الهجمات البريطانية والفرنسية على السفن الأمريكية.
على الرغم من أن الحرب مع بريطانيا لم تكن حاسمة، إلا أن الولايات المتحدة هزمت حلفاء بريطانيا من الأمريكيين الأصليين في معركة نهر التايمز ومعركة هورسشو بيند، مما ضمن سيطرة الولايات المتحدة على الشمال الغربي القديم والجنوب الغربي القديم. وفي أعقاب الحرب، وقعت الولايات المتحدة وبريطانيا معاهدتين أسفرتا عن تخفيف التوتر وتسوية النزاعات الحدودية، ونزع سلاح البحيرات العظمى، ونصتا على الاحتلال المشترك لولاية أوريغون. حددت معاهدة منفصلة مع الإمبراطورية الروسية الحدود الجنوبية لأمريكا الروسية وفتحت الموانئ الروسية أمام التجارة الأمريكية. وفي 1819، وافقت الولايات المتحدة ومملكة إسبانيا على معاهدة آدامز أونيس، والتي نقلت إسبانيا بموجبها سلطة فلوريدا إلى الولايات المتحدة. حصلت العديد من دول أمريكا اللاتينية على استقلالها عن إسبانيا خلال رئاسة مونرو. وفي 1823، عمل على إصدار مبدأ مونرو، وبموجبه تعهدت الولايات المتحدة بمعارضة كل الجهود المستقبلية لاستعمار نصف الكرة الغربي.

## القيادة

### إدارة جيفرسون، 1801-1809
تولى توماس جيفرسون منصبه عام 1801 بعد هزيمته للرئيس القائم جون آدامز في الانتخابات الرئاسية لعام 1800. وبحلول يوليو 1801، كان جيفرسون قد جمع حكومته، التي تألفت من وزير الخارجية جيمس ماديسون، ووزير الخزانة ألبرت غالاتين، ووزير الحرب هنري ديربورن، والمدعي العام ليفي لينكون الأب، ووزير البحرية روبرت سميث. سعى جيفرسون إلى اتخاذ قرارات جماعية مع حكومته، واستُوضح رأي كل عضو قبل أن يتخذ جيفرسون قرارات كبرى. كان لغالاتين وماديسون تأثير خاص داخل حكومة جيفرسون. إذ شغلا أهم منصبين وزاريين وعملا مساعدين رئيسيين لجيفرسون.

### إدارة ماديسون، 1809-1817
تولى خليفة جيفرسون المفضل، جيمس ماديسون، منصبه في 1809 بعد فوزه في الانتخابات الرئاسية لعام 1808. وعند تنصيبه في 1809، واجه ماديسون على الفور معارضة بسبب ترشيحه المزمع لألبرت غالاتين وزيرًا للخارجية؛ اختار ماديسون تجنب النزاع مع الكونغرس من أجل الترشيح لكنه أبقى على غالاتين في وزارة الخزانة. كان غالاتين الموهوب ذو الأصل السويسري، المستشار الرئيسي لماديسون والمقرب منه ومخطط السياسات. لم يعين ماديسون، روبرت سميث وزيرًا للخارجية إلا بناءً على طلب من شقيق سميث، السيناتور القوي صموئيل سميث. ومع وجود حكومة حافلة بأولئك الذين لا يثق بهم، نادرًا ما استدع ماديسون اجتماعات مجلس الوزراء، وبدلًا من ذلك كان يتشاور كثيرًا مع غالاتين وحده. وبعد الخلاف مع غالاتين، فُصل سميث في 1811 لصالح جيمس مونرو، وأصبح لمونرو تأثير كبير في إدارة ماديسون.

### إدارة مونرو، 1817-1825
أصبح جيمس مونرو رئيسًا عام 1817 بعد فوزه في الانتخابات الرئاسية لعام 1816. عين مونرو حكومة متوازنة جغرافيًا، قاد من خلالها السلطة التنفيذية. احتفظ مونرو بالعديد من تعيينات ماديسون، ولكن تقديرًا لاستياء الشمال من استمرار سلالة فرجينيا، اختار مونرو جون كوينسي آدامز من ماساتشوستس لشغل منصب وزارة الخارجية المرموق.

### إدارة آدامز، 1825-1829
تولى جون كوينسي آدامز منصبه عام 1825 بعد هزيمته لأندرو جاكسون، ووليام كروفورد، وهنري كلاي في الانتخابات الرئاسية لعام 1824. ونظرًا لعدم فوز أي مرشح بغالبية الأصوات الانتخابية في انتخابات عام 1824، قرر مجلس النواب إجراء انتخابات طارئة فاز بها آدامز بدعم من كلاي. ومثل مونرو، سعى آدامز إلى تشكيل حكومة متوازنة جغرافيًا تمثل مختلف فصائل الحزب، وطلب من أعضاء حكومة مونرو البقاء في مناصبهم طوال فترة إدارته. اختار آدامز، هنري كلاي وزيرًا للخارجية، مما أثار غضب أولئك الذين اعتقدوا أن كلاي قد عرض دعمه في انتخابات عام 1824 مقابل شغل المنصب الأكثر تميزًا في مجلس الوزراء. ترأس آدامز حكومة متناغمة ومثمرة. اجتمع بمجلس الوزراء على أساس أسبوعي من أجل مناقشة القضايا السياسية الرئيسية، ومنح كل عضو من أعضاء مجلس الوزراء قدرًا كبيرًا من حرية التصرف في تنفيذ واجباتهم.

## مؤامرة بور
بعد استبعاده من تذكرة جيفرسون الجمهورية عام 1804، ترشح بور إلى منصب حاكم نيويورك في انتخابات أبريل 1804، لكنه خسر فيها. وفي 11 يوليو 1804، قتل بور عدوه السياسي ألكسندر هاميلتون في مبارزة. اتُهم بور بارتكاب جرائم قتل في نيويورك ونيوجيرسي مما دفعه إلى الفرار إلى جورجيا. ذكر السفير البريطاني أن بور أراد «إجراء فصل للجزء الغربي من الولايات المتحدة [في جبال الأبالاش]». اعتقد جيفرسون أن الأمر سيكون كذلك بحلول نوفمبر 1806، إذ ترددت شائعات حول انخراط بور بمؤامرات مختلفة مع بعض الولايات الغربية بهدف الانشقاق وتأسيس امبراطورية مستقلة، وأنه يعمل على تنظيم حملة عسكرية غير مشروعة لغزو المكسيك. وعلى أقل تقدير، ظهرت تقارير تفيد بإقدام بور على تجنيد الرجال وتخزين الأسلحة وبناء القوارب. بدت نيو أورليانز تحديدًا معرضة للخطر، ولكن في مرحلة ما، قرر الجنرال الأمريكي هناك، جيمس ويلكنسون، العميل المزدوج للإسبان، الانقلاب على بور. أصدر جيفرسون إعلانًا يحذر فيه من وجود مواطنين أمريكيين يخططون للاستيلاء على الممتلكات الإسبانية بشكل غير قانوني. وعلى الرغم من أن بور قد فقد مصداقيته على المستوى الوطني، إلا أن جيفرسون كان يخشى على الاتحاد ذاته. وبحلول مارس 1807، أُلقي القبض على بور وحوكم بتهمة الخيانة؛ بُرأ ونُفي إلى أوروبا.